# Henryk Mizerek
Henryk Kazimierz Mizerek (ur. 25 listopada 1953 w Biesowie) – polski pedagog związany z olsztyńskimi uczelniami wyższymi.

## Życiorys
Kierownik i profesor Zakładu Pedagogiki Ogólnej na Wydziale Nauk Społecznych Uniwersytetu Warmińsko-Mazurskiego, a także profesor Olsztyńskiej Szkoły Wyższej im. Józefa Rusieckiego. W latach 2002–2004 był prorektorem tej uczelni.
Specjalizuje się w ewaluacji programów edukacyjnych, kształceniu nauczycieli, metodologii nauk społecznych, pedeutologii oraz teoriach wychowania.